# Culciu (gmina)
Culciu – gmina w Rumunii, w okręgu Satu Mare. Obejmuje miejscowości Apateu, Cărășeu, Corod, Culciu Mare, Culciu Mic i Lipău. W 2011 roku liczyła 3884 mieszkańców.